# Klenovica
Klenovica, dříve též pod názvy Klenovnica nebo Klenovica-Žrnovnica (italsky Callagno) je vesnice a přímořské letovisko v Chorvatsku v Přímořsko-gorskokotarské župě, spadající pod opčinu města Novi Vinodolski. Nachází se asi 6 km jihovýchodně od Novi Vinodolski. V roce 2011 zde žilo celkem 307 obyvatel. Nejvíce obyvatel (352) zde žilo v roce 2001.
Dopravu zajišťuje silnice D8, dále pak silnice 5109, procházející přímo vesnicí, a silnice 5110, spojující Klenovici s vnitrozemím. Sousedními letovisky jsou Povile a Smokvica Krmpotska, dále pak vnitrozemské vesnice Alan a Drinak.